# Якуб Бучацький (воєвода)
Якуб Бучацький, іноді Яків Бучацький з Підгаєць гербу Абданк (пол. Jakub Buczacki; між 1430 і 1438 — між 1 квітня і 2 серпня 1501) — польський шляхтич, урядник Королівства Польського. Представник роду Бучацьких (гілка на Підгайцях).

## Життєпис

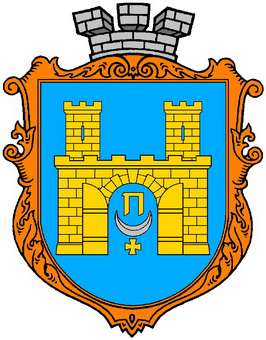
Герб Підгайців

Народився між 1430 і 1438 роками. Син подільського воєводи, галицького каштеляна і старости Міхала Бучацького та його дружини Ельжбети з Влодковичів[джерело?] — сестри галицького каштеляна Яна Кнегиницького (Влодковича[джерело?]). У 12 томі «Актів гродських і земських» в іменному та географічному покажчику він згаданий як Якуб на Язловці, Підгацях, Порохові До 1444 року разом зі своїми неповнолітніми братами Міхалом і Пйотром перебував під опікою стрийка Міхала «Мужила» Бучацького та вуйка Яна Кнегиницького, з січня 1445 — найстаршого брата Яна. У 1448 році брати остаточно поділили спадок батька.
При досягненні повноліття став служити при дворі короля Казимира IV Ягайлончика. Брав участь у війні з Тевтонським орденом (1454–1467 рр.), був відзначений королем Казимиром IV Ягайлончиком 1459 р. записом 100 гривень на маєтність Монастирчани. Після 1460 року перебував переважно на території своїх маєтностей, часто був учасником судових справ; перебрався до своєї резиденції в Підгайцях, додав до свого підпису сполучення «на Підгайцях» («з Підгаєць»). Біля 1463 року поновив фундацію батька із закладення фарного костелу, але переніс костел на нове місце за фінансової допомоги Станіслава та Яна Скарбеків із Саранчуків. Після нападу татар до 1469 року заклав сучасне містечко Нові Підгайці на тевтонському праві поряд із старим поселенням, спричинився до його розвитку. Над річкою Коропець заклав замок. 30 травня 1490 р. разом зі Станіславом Скарбеком — дідичем Саранчуків — видав у Підгайцях грамоту, якою збільшив матеріальне та грошове забезпечення парафіяльного костелу в Підгайцях, який він фундував 30 листопада 1463 р. разом з Яном Скарбеком — тодішнім дідичем Саранчуків.
Король Казимир IV Ягайлончик користувався його допомогою при владнанні стосунків з молдавським господарем Штефаном ІІІ, 22 травня 1484 року записав Якубові Бучацькому 10 гривень на маєтності Летнівці (пол. Letniowice) на Поділлі. Правдоподібно, 15 вересня 1485 року брав участь в урочистій «ленній» присязі молдавського господаря Штефана III в Коломиї. Жовтня 1485 року був біля короля у Львові.
1485—1489 років служив під проводом майбутнього короля Яна І Ольбрахта, організовував оборону східних кордонів, брав участь в битвах з татарами над річками Мурафою, Богом. 1485 року за командування Яна І Ольбрахта та його участі було переможено загони татар під Теребовлею. Як наслідний принц відзначився під Копистирином в 1487. 25 січня 1491 року брав участь у битві з татарами біля Заслава. Мав конфлікти з молдавським господарем Штефаном III; ймовірно, пограбував майно Штефана III (100 волів, 7 напівкуфків вина грецького); у відповідь 1494 року молдавський хотинський староста наказав знищити селян з Кам'янецького повіту. Без сумніву, брав участь у невдалій виправі короля Яна І до Молдавії (письмових доказів немає).
Після погрому польського війська 1497 року на Буковині, загибелі значної кількості шляхти з Руського воєводства, отримав уряди (посади) воєводи руського (по смерти важко пораненого Миколая Тенчинського), старости холмського і грубешівського, був під командуванням генерального старости Руси Пйотра Мишковського, власне який керував обороною Русі від сильних турецько-татарських нападів. Під час походу у відповідь 1498 року молдавське військо Штефана III за підтримки татар знищило Бучач (був дідичем міста), Підгайці.
Брав участь в обороні земель Корони під час потужних татарсько-молдавських нападів 1499—1501 років (в них відзначився як ротмістр найманців син Ян Анджей). 6 травня 1499 року в Кракові брав участь в укладанні угоди між сенаторами Польщі та послами Сейму Литви.
Помер між 1 квітня — 2 серпня 1501 року. Холмським старостою після нього став холмський каштелян Станіслав Куропатва.

### Уряди (посади)
Каштелян галицький (1472—1480 рр.), воєвода подільський, староста генеральний подільський 1485 р., воєвода руський 1499 р., намісник (староста) холмський і грубешівський.

### Шлюб, діти
У шлюбі з Анною зі Спрови (de Sprowa) гербу Одровонж (пом. 1503) народились:
- Ян Анджей («сеньйор (старший) з Бучача»)[3] (1467/1470 — 1509) — королівський ротмістр 1497, придворний короля 1502, підчаший королівський, староста равський
- Ян Фелікс (Iohanne Mediocri)[3] (? — 1507/1509) — придворний короля 1503, крайчий королівський, староста плонський (можливо, плоцький)
- Якуб (1469 — 6 грудня 1541) — секретар короля 1503, єпископ кам'янецький 1507, хелмінський 1518, плоцький 1538, староста равський
- Беата — дружина каштеляна белзького Єжи Крупського з Орхова (Холмщина)
- Катажина — (бл.1480 — після 1558) дружина гетьмана польного коронного, каштеляна кам'янецького, воєводи подільського Яна Творовського.

З чисельного потомства у Якуба Бучацького народилось лише два онуки від доньки Катажини. Він був останнім з Бучацьких, у кого народились сини.

## Зауваги
1. ↑  Деякі дослідники, зокрема, Владислав Поцеха (див. Pociecha W. Buczacki Jakub, h. Abdank (†1501)… — S. 81.) називають їх Княгиницькими від назви маєтності — теперішнього села Княгиничі на Рогатинщині